# Lijst van gebeurtenissen tijdens de Tweede Wereldoorlog: Oost-Europa
Dit is een chronologische lijst van gebeurtenissen in Oost-Europa voor, tijdens en vlak na de Tweede Wereldoorlog.
Opmerking: Bij het opzoeken van gebeurtenissen volgens datum gebeurt het soms dat de verschillende officiële bronnen elkaar tegenspreken over de datum. Nagenoeg steeds zijn deze verschillen zeer klein, meestal één dag verschil. De oorzaak hiervoor is te vinden in het feit dat bepaalde militaire acties tijdens de nacht starten en nog doorlopen in de vroege uren van de volgende dag. Ook gebeurt het dat een auteur de situatie beschrijft wanneer de actie volledig afgelopen is, met andere woorden de dag na de overgave, de dag na de vredesonderhandeling, enz. Ook merken we op dat het einde van een militair offensief of campagne niet steeds ondubbelzinnig te bepalen is. De bepaling van de datum is afhankelijk van de referentie die door de auteur werd gebruikt. Er is getracht in deze lijst zo veel mogelijk de exacte referentie van de datum aan te duiden via een omschrijving van wat er gebeurd is of bedoeld werd.

## 1939
24 februari 
- Hongarije sluit zich aan bij het Anti-Kominternpact.

14 maart
- Met de hulp van Hitler roepen Slowaakse separatisten de onafhankelijkheid uit van Slowakije, dat een vazalstaat van Duitsland wordt.

15 maart
- In de nacht van 14 op 15 maart wordt de Tsjechische president Emil Hácha middels intimidatie gedwongen de controle over zijn land over te dragen aan de Duitsers.
- Duitse troepen bezetten Praag.

16 maart
- Het overblijvende Tsjechische binnenland wordt ingenomen door Duitsland en hernoemd tot Protectoraat Bohemen en Moravië, dat eerst zou worden bestuurd door de Rijksprotector Konstantin von Neurath.
- Duitse divisies trekken Slowakije binnen: het land krijgt een klerikaal fascistisch zelfbestuur.

22 maart
- Litouwen staat het Memelland af aan Duitsland.

23 maart
- Duitsland neemt het Memelland in. Hitler geeft voor de laatste keer een toespraak naar aanleiding van een gebiedsuitbreiding zonder dat er een schot voor gelost hoefde te worden.
- Polen verwerpt de Duitse eisen over Danzig.

30 maart
- Engeland garandeert de Poolse onafhankelijkheid, Frankrijk zal dit voorbeeld later volgen.

31 maart
- Neville Chamberlain maakt het Brits-Franse garantieverdrag met betrekking tot Polen bekend.

17 april
- Begin van de diplomatieke gesprekken tussen Duitsland en de Sovjet-Unie.

3 mei
- De Sovjet-Russische volkscommissaris van Buitenlandse zaken Maksim Litvinov wordt ontslagen omdat hij als Jood geen aanvaardbare gesprekspartner is voor Duitsland.

4 mei
- De ontslagen Sovjet-Russische volkscommissaris van Buitenlandse zaken Litvinov wordt vervangen door Vjatsjeslav Molotov. Hiermee wordt een totale wending ingeluid van Moskous buitenlandse politiek.

20 juli
- Jozef Tiso wordt de nieuwe president van de Eerste Slowaakse Republiek.

24 juli
- Groot-Brittannië, Frankrijk en de Sovjet-Unie beloven elkaar wederzijdse steun in het geval een van de drie wordt aangevallen. De overeenkomst zal pas van kracht zijn als een gelijkaardige militaire overeenstemming is bereikt.
- Een geheime vergadering tussen de Poolse, Britse en Franse cryptografen wordt georganiseerd te Pyry, nabij Warschau, Polen. De vergadering duurt tot 25 juli en de Fransen en Britten krijgen een replica van de Enigma codeermachine mee. De Polen verklaarden dat ze reeds vanaf december 1932 in staat waren de Duitse Enigma-berichten te ontcijferen, maar dat ze dit sinds de recente Duitse aanpassingen aan dat Enigma-systeem (15 september 1938, 15 december 1938 en 1 januari 1939) niet meer konden. Daarna gaf de Poolse Generale Staf in januari 1939 Maksymilian Ciężki en Gwido Langer toestemming om hun Enigma-geheimen door te geven aan de Franse en Britse collega's. De Fransen, die de Polen de Enigma-documenten hadden overhandigd, wisten tot aan de vergadering helemaal niets van het kraken van Enigma.

21 augustus
- Stalin laat weten dat hij een niet-aanvalsverdrag met Duitsland wil sluiten.

23 augustus
- De Sovjet-Unie en nazi-Duitsland ondertekenen het Molotov-Ribbentroppact, een niet-aanvalsverdrag tussen beide landen. Het verdrag bevat eveneens een geheime clausule die de verdeling regelt van Polen, de Baltische staten (Estland, Litouwen, Letland) en de annexatie van delen van Roemenië (Bessarabië en Noord-Boekovina) en Finland (Karelië).

25 augustus
- Groot-Brittannië en Polen ondertekenen een wederzijds bijstandsverdrag. Hiermee verklaart Groot-Brittannië openlijk zijn steun aan Polen in het geval Duitsland dit laatste land zou binnenvallen. Dit is een tegenvaller voor de strategie van Hitler.
- Hitler stelt de aanval op Polen voor de volgende dag vast maar herroept het bevel als Benito Mussolini hem laat weten dat Italië niet bereid is oorlog te voeren.
- Het Duitse slagschip SMS Schleswig-Holstein komt in Danzig aan.

26 augustus
- Frankrijk en Engeland onderhandelen met Hitler over de kwestie Danzig en de Poolse Corridor.

27 augustus
- Hitler stelt de datum voor de invasie van Polen vast op 1 september 1939.

30 augustus
- Een algehele mobilisatie van het Poolse leger wordt van kracht.

31 augustus
- Hitler geeft het bevel voor de inval in Polen die de volgende dag van start zal gaan.
- Operatie Himmler, een geheime militaire overval op een Duitse radiozender bij het Silezische grensplaatsje Gleiwitz wordt uitgevoerd door een SD-Sonderkommando, waarna de nazipropagandamachine de internationale opinie wil overtuigen dat Polen de agressor is en het Adolf Hitler toelaat met zijn divisies Polen binnen te vallen.

1 september
- Het begin van de Tweede Wereldoorlog.
- De Duitse invasie in Polen onder leiding van generaal Walther von Brauchitsch gaat van start op vrijdagochtend 4.45 uur onder codenaam Fall Weiss. Deze militaire inval zal escaleren tot wat later bekend zal worden als de Tweede Wereldoorlog. De Duitse legermacht van 63 divisies (waaronder 6 pantserdivisies en 10 gemechaniseerde divisies), ondersteund door 1300 vliegtuigen, valt via de Duitse en Slowaakse grens Polen binnen en heeft tot doel de 24 Poolse divisies uit te schakelen door een snelle omcirkeling en het doorsnijden van aanvoer- en communicatielijnen.
- Bij Gdańsk wordt het Poolse garnizoen te Westerplatte door het Duitse slagschip SMS Schleswig-Holstein beschoten.
- Adolf Hitler maakt een verklaring over 21 grensincidenten in zijn rede voor de Rijksdag en verantwoordt de invasie die 's ochtends is begonnen als een defensieve actie. Joachim von Ribbentrop en andere leden van het ministerie van Buitenlandse Zaken lichten de internationale pers in over de vermeende Poolse agressie op het radiostation te Gleiwitz.
- Italië legt verklaringen af dat het niet betrokken wil geraken in het conflict.

2 september
- Polen vraagt om hulp aan Groot-Brittannië en Frankrijk.
- Er wordt druk diplomatiek overleg gepleegd tussen Groot-Brittannië en Frankrijk, maar er komt geen overeenkomst.
- Duitse troepen behalen gemakkelijke overwinningen in Silezië, Pommeren, Oost-Pruisen en bij Czestochowa.
- De Duitse Heeresgruppe Süd onder leiding van generaal Wilhelm List bedreigt Krakau.
- De Italiaanse dictator Benito Mussolini stelt een internationale conferentie voor om het Pools-Duitse conflict op te lossen, Groot-Brittannië en Frankrijk eisen een onmiddellijke terugtrekking van de Duitse troepen. Hierop trekt Mussolini zich terug als bemiddelaar.
- De Engelse premier Neville Chamberlain stuurt Hitler een ultimatum: als Duitsland zijn troepen niet onmiddellijk uit Polen terugtrekt, betekent dit oorlog met Groot-Brittannië.

3 september
- Hitler ontvangt het ultimatum van Groot-Brittannië, waarin Duitsland gesommeerd wordt om voor 11.00 uur bekend te maken dat het zijn troepen uit Polen zal terugtrekken. Zo niet, dan zal Groot-Brittannië zich vanaf 11.00 uur in staat van oorlog beschouwen met Duitsland. Hitler negeert dit ultimatum.
- Het grootste deel van de Poolse luchtmacht is vernietigd. De Poolse communicatielijnen zijn door de Duitse aanvallen aangetast.
- Duitsland vraagt de Sovjet-Unie om bijstand volgens het Molotov-Ribbentroppact.

4 september
- Japan verklaart zich neutraal in het Pools-Duitse conflict en meldt dat zijn oorlog tegen China sinds 1937 een intern probleem is.
- Het Duitse 3e Leger onder Georg von Küchler en het Duitse 4e Leger onder Günther von Kluge herstellen de corridor tussen Oost-Pruisen en Duitsland.

5 september
- De Verenigde Staten verklaren neutraal te zijn in het Pools-Duitse conflict.
- Duitse troepen steken in Polen de rivier Weichsel over.

6 september
- De Duitse Heeresgruppe Süd en Heeresgruppe Nord rukken op naar Warschau en Krakau wordt ingenomen.
- De Poolse regering verlaat Warschau.
- De Poolse codebrekers die erin slaagden de Duitse Enigma te ontcijferen verlaten eveneens de stad Warschau om uit de handen van de Gestapo te blijven.

7 september
- De Poolse linie bij rivier Warta wordt door de Duitsers doorbroken. De Duitse 10e Legergroep rukt op vanuit het zuiden en staat op 55 km van de hoofdstad Warschau. De 3e Legergroep uit het noorden arriveert aan de rivier de Narew, op 40 km van de Poolse hoofdstad. De Duitsers denken dat alle Poolse strijdkrachten omsingeld zijn en wijzigen hun plannen. Doch veel Polen kunnen de rivier de Wistula oversteken en stellen zich op ter verdediging van Warschau. De Duitsers maken een grotere omcirkeling vanaf de rivier de Bug.

8 september
- De Duitse 4e pantserdivisie bereikt Warschau, voert een eerste aanval uit maar wordt teruggeslagen.

9 september
- De Poolse strijdkrachten gaan in het tegenoffensief aan de rivier de Bzura tegen de noordelijke flank van het Duits Achtste Leger. Dit offensief duurt tot 15 september.

10 september
- Duitsland vraagt de Sovjet-Unie voor de tweede maal om bijstand volgens het Molotov-Ribbentroppact.

11 september
- Duitse troepen trekken over de rivier San en hebben heel Opper-Silezië veroverd.

12 september
- Duitse troepen hebben Warschau omsingeld.

13 september
- Hitler wordt met groot enthousiasme in Danzig ontvangen.

16 september
- De stad Warschau weigert het Duitse bevel tot overgave.

17 september
- De Sovjet-aanval op Polen: Sovjettroepen vallen met dertig divisies Polen binnen en rukken op naar de Curzonlijn en bezetten het onverdedigde Oost-Polen.
- Warschau is omsingeld door de Duitsers en krijgt elke dag hevige bombardementen te verduren.
- De Poolse regering wijkt uit naar Roemenië.
- Premier Vjatsjeslav Molotov van de Sovjet-Unie verklaart dat de Poolse regering niet meer bestaat.
- In de nacht van 17 september bereikt de eerste groep Poolse cryptografen de grens tussen Polen en Roemenië. De meesten van hen zullen tegen begin oktober geïnstalleerd zijn in Château de Vignolles, nabij Gretz-Armainvilliers in Frankrijk.

18 september
- Er ontstaan felle gevechten bij de rivier Bzura waarbij 19 Poolse divisies worden omsingeld en uitgeschakeld.
- Onder Duitse druk legt Roemenië een huisarrest op aan de Poolse regering in ballingschap.

19 september
- Hitler houdt een triomfantelijke intocht in de stad Danzig (Gdańsk), Polen.
- Duitse en Sovjettroepen ontmoeten elkaar bij Brest-Litovsk, Polen.

20 september
- Duits-Russisch overleg over de afbakening van de grens in Polen.

21 september
- Duits-Russisch akkoord over de afbakening van de grens in Polen.
- De IJzeren Garde, een fascistische Roemeense groep, vermoordt de Roemeense eerste minister Armand Calinescu.

22 september
- In de stad Lvov lossen Sovjettroepen de Duitsers af.

23 september
- Het Duitse opperbevel (Oberkommando der Wehrmacht) verklaart de Poolse Veldtocht voor beëindigd.

24 september
- 1 150 Duitse vliegtuigen bombarderen Warschau.

26 september
- De Sovjet-Unie voert hervormingen door in Oost-Polen naar het communistische Sovjetmodel.

27 september
- Warschau geeft zich over na zware bombardementen op de stad, die gestart waren op 17 september.
- Tien Poolse divisies zijn omsingeld in de vesting Modlin bij Kutno en geven zich over.
- Een Duits militair bestuur Generaal-gouvernement wordt gevormd voor het westen van Polen.

28 september
- De Poolse stad Modlin valt.

29 september
- Het pact voor wederzijdse hulp wordt ondertekend door de Sovjet-Unie en Estland. De Sovjet-Unie krijgt toegang tot de lucht- en zeehavens van Estland.
- Ministers van Buitenlandse Zaken Joachim von Ribbentrop (Duitsland) en Vjatsjeslav Molotov (Sovjet-Unie) komen een nieuwe verdeling van Polen overeen.

30 september
- De Poolse regering in ballingschap wordt gevormd in Parijs. Generaal Wladyslaw Sikorski wordt benoemd tot premier.

1 oktober
- Na zware gevechten geeft de Poolse marinecommandant zich over en komt er een einde aan de verdediging van de Poolse kust. De marinebasis Hel wordt ingenomen door de Duitsers. Drie Poolse torpedobootjagers en drie onderzeeboten kunnen nog uit de Oostzee vluchten en zullen in Britse havens aankomen.

5 oktober
- Het gezamenlijk bijstandspact tussen de Sovjet-Unie en Letland wordt ondertekend, waardoor de Russen de zee- en luchthavens kunnen gebruiken.

6 oktober
- De evacuatie van Volksduitsers uit Litouwen gaat van start.
- De laatste georganiseerde Poolse tegenstand eindigt bij Kock als 17.000 Polen zich overgeven. De totale Poolse verliezen zijn: 66.000 gesneuvelden, ten minste 200.000 gewonden en 694.000 krijgsgevangenen. Ongeveer 100.000 Polen vluchten via buurlanden Litouwen, Hongarije en Roemenië. Velen geraken tot in Frankrijk en Groot-Brittannië om aldaar een Pools leger in ballingschap op te richten. De verliezen aan Duitse zijde bedragen 13.981 gesneuvelden.

10 oktober
- Het gezamenlijk bijstandspact tussen de Sovjet-Unie en Litouwen wordt ondertekend.

19 oktober
- Adolf Hitler annexeert West-Polen bij Duitsland, proclameert de Nieuwe Staat Polen tussen West-Polen en de grens waar de Sovjets de macht nu hebben en creëert een eerste Joods getto te Lublin.

23 oktober
- Het Vaticaan protesteert tegen de behandeling van de Rooms Katholieke Kerk in Polen.

24 oktober
- Poolse patriotten smokkelen 70 ton goud uit Warschau naar Parijs.

28 oktober
- De viering van de Tsjechische onafhankelijkheid wordt onderdrukt door de Gestapo.

31 oktober
- Vjatsjeslav Molotov verklaart voor de tweede maal dat de Sovjet-Unie neutraal is.

8 november
- Dr. Hans Frank wordt tot gouverneur-generaal van Polen benoemd.

16 november
- De krijgswet wordt ingevoerd in Praag. Studenten worden doodgeschoten of gedeporteerd.

## 1940
22 januari
- Het Vaticaan veroordeelt het Duitse geweld tegen Polen.

4 februari
- De entente van Balkanlanden verklaart zich neutraal

12 februari
- Onder een Duits-Sovjet-Russisch handelsverdrag zal de Sovjet-Unie ruwe grondstoffen, inclusief olie, exporteren naar Duitsland in ruil voor afgewerkte producten.

5 maart
- Stalin tekent een bevel om de Poolse krijgsgevangen officieren te executeren. Beria, hoofd van de NKVD zal het bevel laten uitvoeren. Zie Bloedbad van Katyn.

16 maart
- De Baltische staten verklaren de neutraliteit.

15 juni
- De Sovjets bezetten Kaunas en Vilnius.

26 juni
- De Sovjet-Unie dwingt Roemenië de noordelijke Boekovina met Bessarabië en het Hertsagebied af te staan.

28 juni
- De Sovjet-Unie annexeert de Roemeense grondgebieden Bessarabië en Noord-Boekovina, zoals afgesproken in het Molotov-Ribbentroppact.

2 juli
- De Sovjet-Unie bezet Bessarabië en Noord-Boekovina in Roemenië

6 september
- Hitler beveelt dat Heeresgruppe B van Fedor von Bock moet verhuizen van het westfront naar het Oosten.

15 september
- Generaal-majoor Bernhard von Loßberg aangewezen om de invasie in het Oosten voor te bereiden, levert zijn plannen voor Operatie Fritz in bij Generaal Alfred Jodl.

7 oktober
- Duitse troepen trekken Roemenië binnen.

10 november
- De stad Danzig wordt door de Britse luchtmacht gebombardeerd.

12 november
- De Sovjetminister van Buitenlandse Zaken Vjatsjeslav Molotov bezoekt Berlijn. Met Adolf Hitler en Joachim von Ribbentrop bespreekt hij de toetreding van de Sovjet-Unie tot het Driemogendhedenpact.

17 november
- Koning Boris III van Bulgarije spreekt in Berchtesgaden met Adolf Hitler over de deelname van Bulgarije in het Driemogendhedenpact.

19 november
- De Britse luchtmacht bombardeert de Škoda-fabrieken in Pilsen.

20 november
- Hongarije sluit zich aan bij het Driemogendhedenpact. Sinds de Italiaanse aanval op Griekenland hebben de Duitsers geprobeerd hun olieaanvoer uit de Balkan veilig te stellen door de landen in deze regio tot aansluiting bij het driemogendhedenpact te dwingen.

23 november
- Roemenië treedt toe tot het Driemogendhedenpact.

25 november
- De Sovjet-Unie is bereid toe te treden tot het Driemogendhedenpact, mits Duitsland zijn troepen terugtrekt uit Finland en erkent dat Bulgarije in de Sovjet-Russische invloedssfeer ligt.

18 december
- Hitler geeft geheime instructies voor de invasie van de Sovjet-Unie.

## 1941
1 maart
- Bulgarije sluit zich aan bij het Driemogendhedenpact.

2 maart
- De Duitsers vallen Bulgarije binnen.

27 april
- Oprichting van het Sloveens Bevrijdingsfront in Ljubljana

22 juni
- Operatie Barbarossa gaat van start. Hitlers troepen vallen Rusland binnen.
- Duitsland, Italië en Roemenië verklaren de Sovjet-Unie de oorlog.

24 juni
- De Duitsers nemen Brest, Vilnius, Kaunas en Białystok in.

26 juni
- Minsk wordt door de Wehrmacht ingenomen. Tevens passeren de Duitsers de Dvina

27 juni
- Hongarije verklaart de Sovjet-Unie de oorlog.

29 juni
- Albanië verklaart de Sovjet-Unie de oorlog.
- Operatie Silberfuchs gaat van start. Vanuit Noord-Finland proberen Duitse troepen Murmansk te veroveren.

30 juni
- De diplomatieke betrekkingen tussen Vichy-Frankrijk en de Sovjet-Unie worden verbroken.

1 juli
- Duitse troepen arriveren in Riga. Guderian stoot door tot over de Berezina

2 juli
- Heeresgruppe Mitte aan het oostfront boekt grote vorderingen en heeft Wit-Rusland grotendeels veroverd.

6 juli
- Het Rode Leger lanceert een tegenaanval in Wit-Rusland.

9 juli
- Duitse troepen nemen Vitebsk in.

10 juli
- Begin van de slag om Smolensk.
- Offensief van Heeresgruppe Nord in de richting van Leningrad.

15 juli
- Wehrmacht rukt op tot in Smolensk.

21 juli
- Het Rode Leger moet zich terugtrekken tot achter de Dnjestr.
- De Luftwaffe valt Moskou aan.

1 augustus
- De Sovjets lanceren een tegenoffensief op het centrale front van de Duitsers.

11 augustus
- Heeresgruppe Süd lanceert een offensief richting de Zwarte Zee.

15 augustus
- De Duitsers hebben grote delen van Oekraïne veroverd.

16 augustus
- Duitse aanval en inname van Novgorod

19 augustus
- Heeresgruppe Nord valt Leningrad aan.

28 augustus
- De Duitsers bezetten Dnjepropetrovsk

1 september
- De Duitsers bezetten Karelië.

5 september
- Estland staat geheel onder Duits gezag.

6 september
- De stad Leningrad krijgt voor het eerst te maken met een Duits bombardement.

8 september
- Het Rode Leger doet een tegenaanval ten zuidoosten van Smolensk en verovert Jelnja.
- Begin van het beleg van Leningrad.
- Grote luchtaanval op Leningrad, waarbij grote voedselvoorraden verloren gaan.

19 september
- Het 6e Duitse leger uit het 29e Legerkorps neemt de Russische stad Kiev in.

25 september
- Duitsland lanceert een aanval richting de Krim.

27 september
- Heydrich wordt benoemd tot Rijksprotector van Bohemen en Moravië.

1 oktober
- Bij Odessa landen Duitse strijdkrachten met gliders achter de Sovjetlinies.
- Een Engels-Amerikaanse commissie onder leiding van Lord Beaverbrook en William Averell Harriman is in Moskou overeengekomen de militaire hulp aan de Sovjet-Unie in 1942 te vergroten. Deze overeenkomst wordt op 4 oktober door Washington en Londen bevestigd.

2 oktober
- Operatie Taifun gaat van start. Hoofddoel van de operatie is de verovering van Moskou. In het zuiden de zee van Azov. Het plan voorziet in het insluiten van de Sovjetstrijdkrachten in twee Kessels, een bij Vyazna en een bij Briansk.

3 oktober
- Duitse troepen veroveren Tsarkoe Selo bij Leningrad en het industriële centrum Orel.
- Hitler houdt een voorbarige overwinningsrede: "De vijand in het oosten is vernietigd"

5 oktober
- Begin van de Slag om de Zee van Azov

6 oktober
- Het Duitse 2e Leger en de 2. Panzergruppe sluiten de Kessel van Briansk. Drie Sovjetlegers zijn ingesloten.

7 oktober
- De Duitse 3e en 4e Panzergruppen sluiten de Kessel bij Vyasma. Zes Sovjetlegers zijn ingesloten.
- Begin van de herfstregenperiode aan het Oostelijk front (raspoetitsa). De modder begint de Duitse opmars ernstig te vertragen.

7 oktober - 20 oktober
- Door de zogenaamde Kessels van Vyasma en Briansk worden 673.000 Sovjetsoldaten en 1254 tanks ingesloten. Hierdoor wordt de Duitse opmars vertraagd en krijgen de Sovjets de tijd hun verdediging te versterken.

10 oktober
- Generaal (Zjoekov) neemt het bevel op zich van de verdediging van Moskou.

11 oktober
- De Sovjettank T34 komt voor het eerst in actie op het Moskou front.

13 oktober
- Kalinin wordt door de Duitsers bezet

14 oktober
- Einde van de strijd in de Kessel van Vjazma.

15 oktober
- Evacuatie van de Sovjetregeringsdiensten en het Corps Diplomatique vanuit Moskou naar Koejbyshev. Stalin blijft in Moskou.
- De Sovjets beginnen met het evacueren van Sebastopol.

16 oktober
- Duitse en Roemeense troepen trekken Odessa binnen. Enkele uren tevoren zijn de laatste Sovjettroepen over zee ontsnapt.
- Meer dan een half miljoen mannen, vrouwen en kinderen voltooien de nieuwe verdedigingsring rond Moskou.

19 oktober
- Taganrog aan de Zee van Azov valt in Duitse handen.
- Troepen vanuit Siberië en het Verre Oosten komen aan in Moskou.

20 oktober
- Beëindiging van de strijd in de sector van Briansk.
- Stalin kondigt de staat van beleg af voor Moskou.

23 oktober
- Het Sovjetcommandosysteem wordt gereorganiseerd: Zjoekov wordt verantwoordelijk voor de noordelijke sector, Timosjenko voor de zuidelijke sector.

24 oktober
- Charkov wordt veroverd door Duitse troepen

27 oktober
- De Duitsers veroveren Kramatorsk.
- De Duitsers breken door op de Krim en bereiken Sebastopol.

28 oktober
- De Duitse generaal Guderian voert een hernieuwde aanval op Moskou uit, maar komt door de modder niet vooruit.

30 oktober
- De Duitse troepen stoppen met aanvallen over land op Moskou om het opdrogen en harder worden van de grond af te wachten.

31 oktober
- De Duitse Luftwaffe bombardeert Moskou met 45 bombardementsvluchten.

1 november
- Grootste deel van de Krim door de Duitsers bezet.

2 november
- De Duitsers veroveren Koersk.

15 november
- Jalta wordt door de Duitsers veroverd.
- De Duitsers hebben de hele Krim veroverd.

16 november
- Groot Duits offensief richting Moskou.

17 november
- Operatie Silberfuchs wordt beëindigd door Hitler.

19 november
- Duits offensief tegen Rostov.

22 november
- De Duitsers drijven de laatste Sovjettroepen uit Rostov.

25 november
- Het Rode Leger doet aan het zuiden van het front enkele verwoede tegenaanvallen.

29 november
- Het Rode Leger herovert Rostov.

1 december
- De Sovjets versterken het Europees front met troepen afkomstig uit de Aziatische sector.

2 december
- De Duitsers bereiken de voorsteden van Moskou.

6 december
- Duits offensief tegen Moskou wordt tot staan gebracht.
- Het Rode Leger doet een tegenoffensief over het hele front.

12 december
- Sovjets ontzetten het gebied van Moskou.

13 december
- Bulgarije verklaart de oorlog aan de Verenigde Staten en aan Groot-Brittannië.

16 december
- De Duitsers moeten zich over het hele oostfront terugtrekken. Het Rode Leger verovert Kalinin.

29 december
- De Sovjettroepen landen in de Krim en doen een succesvolle tegenaanval in de richting van Kertsj.

## 1942
1 januari
- Tegenaanval van het Rode Leger over het hele front.

22 januari
- Einde van de slag om Moskou. Alle legers van de Duitsers ten westen van de stad moeten zich terugtrekken.

8 februari
- In het gebied rondom Demjansk worden ruim negentigduizend Duitsers omsingeld.

15 februari
- Het Rode Leger dropt parachutisten in het gebied rondom Demjansk, waar het ruim negentigduizend Duitsers heeft omsingeld. De aanval is een mislukking.

24 februari
- Het Rode Leger omsingelt de Duitse troepen in Staraja Roessa.

27 februari
- Het Sovjetoffensief op de Krim krijgt een vervolg op het schiereiland Kertsj en bij Sebastopol.

1 maart
- Het Rode Leger lanceert een aanval in de richting van de Krim.

12 mei
- Het Rode Leger valt Kharkov aan.

16 mei
- De Duitsers heroveren Kertsj op de Krim.

26 mei
- Anglo-Sovjetverdrag tussen Groot-Brittannië en de Sovjet-Unie over wederzijdse bijstand voor de duur van twintig jaar.

27 mei
- Aanslag op Reinhard Heydrich.

28 mei
- Het Rode Leger heeft Kharkov heroverd.

3 juni
- Zware Duitse aanvallen op Sebastopol.

4 juni
- Reinhard Heydrich overlijdt aan zijn verwondingen.

10 juni
- Duits tegenoffensief in de richting van Charkov.
- Als represaille voor de aanslag op Heydrich wordt het dorp Lidice uitgemoord.

22 juni
- De Sovjettroepen moeten zich bij Charkov terugtrekken.

27 juni
- Leen- en Pachtakkoord tussen Groot-Brittannië en de Sovjet-Unie.

28 juni
- Duits voorjaarsoffensief aan het gehele oostfront.

3 juli
- Sebastopol wordt door de Duitsers, na een belegering van meer dan acht maanden, veroverd.

5 juli
- Duitse troepen trekken over de Don en vallen Voronezj aan. De strijd om de stad duurt ca. zes weken.

17 juli
- De Slag om Stalingrad begint.

18 juli
- De Verenigde Staten verklaren Hongarije, Bulgarije en Roemenië de oorlog.

24 juli
- De Wehrmacht herovert Rostov op het Rode Leger.

5 augustus
- De Duitsers trekken over de Koeban en richten hun aanval op de Kaukasus.

9 augustus
- Duitse aanval op de steden Majkop en Krasnodar in de Kaukasus.

28 augustus
- Het Rode Leger zet een tegenoffensief in bij Leningrad.

1 september
- Duitse troepen bereiken de Wolga.
- Duitse troepen landen op het schiereiland Taman.

10 september
- De Duitsers veroveren Novorossiejsk aan de Zwarte Zee.

14 september
- De eerste Duitse troepen zijn de buitenwijken van Stalingrad binnen gedrongen en stuiten daar op hevige tegenstand.

23 september
- De Sovjets lanceren een aanval ten noordoosten van Stalingrad.

19 november
- Operatie Uranus, het Russisch plan om het Duitse 6e leger te omsingelen, begint.

20 november
- Het Rode Leger lanceert een offensief in de Kaukasus.

23 november
- Operatie Uranus is voltooid.

1 december
- Het Rode Leger lanceert een offensief tussen de Don en Wolga.

16 december
- De Russische Operatie Kleine Saturnus, om het Duitse 6e leger te vernietigen, gaat van start.

23 december
- De Duitse poging om Stalingrad te ontzetten loopt vast.

24 december
- Het Rode Leger opent een offensief richting Kotelnikovo en breekt door de verdediging van het 4e Roemeense Leger.

28 december
- De Duitse Heeresgruppe A wordt gedwongen de Kaukasus te ontruimen.

## 1943
1 januari
- Het Rode Leger lanceert een offensief naar de kust van de Zwarte Zee.

3 januari
- De Sovjets boeken grote terreinwinst in de Kaukasus.

9 januari
- De in Stalingrad gelegerde Duitse divisies volgen het bevel van Hitler en weigeren over te gaan tot capitulatie.

20 januari
- De Sovjets boeken over het hele front terreinwinst.

28 januari
- Duitse troepen ontruimen de Kaukasus.

31 januari
- Friedrich Paulus bevorderd tot generaal-veldmaarschalk. Hitler deed deze bevordering omdat een generaal-veldmaarschalk zich nog nooit in de Duitse geschiedenis had overgegeven.
- Paulus geeft zich kort na zijn bevordering over aan het Rode Leger.

1 februari
- Sovjetoffensief bij de Zee van Azov en in Oekraïne.

2 februari
- Het zuidelijke deel van het ingesloten 6e Duitse leger, bij Stalingrad, capituleert, daarmee is de slag om Stalingrad ten einde.

8 februari
- De Sovjets veroveren Koersk.

14 februari
- De Sovjets heroveren Rostov en Vorosjilovgrad.

16 februari
- Het Rode Leger herovert Charkov.

3 maart
- De Italiaanse troepen worden van het oostfront teruggeroepen.

9 maart
- Duitse tegenaanval en het Rode Leger moet zich terugtrekken naar de Donets.

15 maart
- De Duitsers heroveren Charkov.

12 april
- Duitsers vinden in het Russische Katyn massagraven met daarin ongeveer 3 000 lijken met Poolse identiteitspapieren. Tijdens latere opgravingen werden nog eens 1 200 lijken gevonden. Zie Bloedbad van Katyn.

16 april
- De Sovjets trekken over de Koeban. Opstand in het getto van Warschau, die eerst op 16 mei neergeslagen wordt.

26 april
- De diplomatieke betrekkingen tussen de Sovjet-Unie en de Poolse regering te Londen verbroken, wegens het verzoek der Polen aan het Internationale Rode Kruis om een onderzoek naar ‘de moord van Katyn’ in te stellen.

3 mei
- Duits offensief bij de Koeban loopt op een mislukking uit.

15 mei
- In Moskou wordt de Komintern ontbonden.

5 juli
- Unternehmen Zitadelle (Operatie Citadel), het Duitse zomeroffensief bij Koersk, gaat van start.

12 juli
- Het Rode Leger lanceert een tegenoffensief in de richting van Orel.

23 juli
- Het Duitse zomeroffensief is vastgelopen.

26 juli
- De Sovjets lanceren een nieuw offensief om de Duitsers terug te dringen.

1 augustus
- De Amerikaanse luchtmacht bombardeert de Roemeense olievelden.

4 augustus
- Het Rode Leger herovert Orel.

6 augustus
- In de buurt van Charkov lanceren de Sovjets een nieuw offensief.

23 augustus
- Het Rode Leger herovert Charkov.

8 september
- Het gebied tussen de Donetsbekken wordt door de Sovjets veroverd.

25 september
- Smolensk wordt door het Rode Leger bevrijd.

7 oktober
- Het Rode Leger vestigt een bruggenhoofd aan de Dnjepr.

12 december
- Vriendschapsverdrag tussen de Sovjet-Unie en de Tsjechische regering in ballingschap.
- De Verenigde Staten roepen Hongarije, Bulgarije en Roemenië op om zich tegen Duitsland te keren.

31 december
- Zjytomyr door het Rode Leger heroverd.

## 1944
4 januari
- Sovjettroepen overschrijden de Pools-Russische grens.

14 januari
- Het Sovjetleger begint bij Narva (Estland) een offensief tegen de Duitse Heeresgruppe Nord.

20 januari
- Het Rode Leger herovert Novgorod.

27 januari
- De belegering van Leningrad is ten einde. Na 872 dagen is de stad door het Rode Leger bevrijd.

23 februari
- Het Rode Leger herovert Kryvy Rih.

26 februari
- Het Rode leger verovert Porchov.

4 maart
- Het Rode leger begint een offensief in de Karpaten.

6 maart
- Het Rode leger lanceert een offensief in Oekraïne.

19 maart
- De Wehrmacht valt Hongarije binnen.

27 maart
- De Sovjettroepen bereiken de Boekovina.

8 april
- Het Rode Leger bereikt de grens van Tsjecho-Slowakije.

10 april
- Odessa wordt door het Rode Leger veroverd.

9 mei
- Het Rode Leger verovert Sebastopol. Hiermee is de hele Krim weer in handen van de Sovjet-Unie.

9 juni
- Begin van Sovjet-offensief in Karelië.

22 juni
- De Russische Operatie Bagration, die zowat heel de Duitse Heeresgruppe Mitte zal vernietigen, gaat van start.

24 juni
- Het Rode Leger valt aan in Wit-Rusland.

5 juli
- Het Rode Leger herovert Minsk.

11 juli
- De zak rond Minsk is beslist in het voordeel van het Rode Leger. De Duitsers verliezen 105.000 man; 70.000 doden en 35.000 krijgsgevangenen.

16 juli
- Het Rode Leger herovert Vilnius.

23 juli
- In Lublin wordt met medewerking van de Sovjet-Unie het Pools Comité van Nationale Bevrijding gevormd.

28 juli
- Sovjettroepen veroveren Brest.

29 juli
- Het Rode Leger herovert Lviv.

1 augustus
- Begin van de opstand in Warschau.

18 augustus
- Het Rode Leger lanceert een succesvol offensief in Roemenië.

31 augustus
- Het Rode Leger bereikt de Wisla.
- Boekarest wordt veroverd door de Sovjets.

5 september
- De Sovjet-Unie verklaart de oorlog aan Bulgarije en valt dit land binnen.

18 september
- De Bulgaarse hoofdstad ofia wordt veroverd door het Rode Leger.

22 september
- De Sovjets bezetten Tallinn.

6 oktober
- De Sovjets rukken Hongarije binnen.

13 oktober
- Het Rode Leger verovert Riga.

18 oktober
- Het Sovjetleger trekt Tsjecho-Slowakije binnen.

28 oktober
- Wapenstilstand tussen de Sovjet-Unie en Bulgarije.

30 oktober
- De Duitsers ontruimen Saloniki

13 november
- De Sovjets trekken over de Donau in het zuiden van Hongarije.

10 december
- Bondgenootschapsverdrag tussen Frankrijk en de Sovjet-Unie.

26 december
- Het Rode Leger omsingelt Boedapest.

31 december
- Het Comité van Lublin roept zich uit tot voorlopige regering van de Poolse republiek.

## 1945
12 januari
- De Sovjet-Unie valt Oost-Pruisen aan.

17 januari
- Het Rode Leger verovert de overgebleven ruïnes van Warschau.

19 januari
- Het Rode Leger verovert Krakau en Lódz.

20 januari
- Wapenstilstand tussen de Sovjet-Unie en Hongarije.

27 januari
- De Sovjets bezetten het Memelgebied.

29 januari
- Het Rode Leger rukt Pommeren binnen.

6 februari
- Het Rode Leger vestigt een bruggenhoofd over de Oder.

13 februari
- Het Rode Leger heeft alle Duitsers uit Boedapest verdreven.

29 maart
- Het Rode Leger verovert Danzig.
- De Sovjets rukken Oostenrijk binnen.

9 april
- Het Rode Leger verovert na een beleg van drie maanden de stad Königsberg.

13 april
- Wenen wordt veroverd door het Rode Leger.

16 april
- Het Rode Leger start de Slag om Berlijn.

21 april
- De Sovjettroepen trekken de voorsteden van Berlijn binnen.

25 april
- Het Rode Leger maakt bij Torgau aan de Elbe contact met troepen van het Amerikaanse leger.

27 april
- Het Rode Leger verovert Stettin.

30 april
- Adolf Hitler pleegt om 15h30 samen met Eva Braun, met wie hij een paar uur eerder trouwde, zelfmoord in zijn bunker. Hij overlijdt na inname van een gif en door vervolgens een kogel in zijn hoofd te schieten. Getrouwen overgieten hun lijken met benzine en steken ze in brand.

30 april
- Het Rode Leger doet een aanval op het centrum van Berlijn.

2 mei
- Berlijn in zijn geheel veroverd door het Rode Leger.

6 mei
- Breslau capituleert na drie maanden van gevechten.

8 mei
- Einde van de Tweede Wereldoorlog in Europa.
- Definitieve overeenkomst van de capitulatie van alle Duitse troepen wordt in Berlijn getekend door veldmaarschalk Keitel (Duitsland), Zjoekov (Sovjet-Unie), Spaatz (VS), Tedder (Groot-Brittannië) en de Lattre (Frankrijk). Hiermee is de onvoorwaardelijke overgave van Duitsland een feit.
- In heel Europa ontstaan bevrijdingsfeesten.

5 juni
- Conferentie in Berlijn tussen Eisenhower, Montgomery, Zjoekov en de Lattre. De vier geallieerde mogendheden besluiten het opperste gezag in Duitsland op zich te nemen.